# Megalastrum intermedium
Megalastrum intermedium är en träjonväxtart som beskrevs av Robbin C. Moran och J.Prado. Megalastrum intermedium ingår i släktet Megalastrum och familjen Dryopteridaceae. Inga underarter finns listade.